# William Byam
William Byam (* 9. März 1623 in Luccombe, Somerset; † Dezember 1670 in Antigua) war von 1654 bis 1667 Gouverneur von Suriname.
Byam war ein Royalist und 1651 Mitglied der Versammlung von Barbados, aus der er 1652 durch Anti-Royalisten verbannt wurde. Er reiste wahrscheinlich kurz nach seiner Verbannung nach Suriname, wo er 1654 die Nachfolge von Anthony Rowse antrat.

## Willoughby-Land
Nach der Wiedereinsetzung von Karl II. 1660 bekam die Rechtsordnung von Suriname klarere Konturen. Die von Karl II. als Eigentümer ernannten Francis Willoughby, 5. Baron Willoughby of Parham, und Laurence Hyde, 1. Earl of Rochester, der zweite Sohn von Edward Hyde, 1. Earl of Clarendon, durften so viele Personen wie erforderlich in die Kolonie verschiffen, auch Ausländer. Nicht Engländer hatten dieselben Rechte auf freien Handel wie die Untertanen des englischen Königs. Ebenso war freie Glaubensausübung möglich. Sie konnten Gesetze erlassen und durch von Willoughby und Hyde eingesetzte Richter Gefängnis- und Leibstrafen aussprechen. Weiter war festgelegt, dass die Eigentümer für die Verteidigung gegen Einheimische und ausländische Feinde sorgen mussten.
In Suriname herrschte ein starker Geist von Individualismus. Als Byam 1661 eine Abgabe von einem halben Pfund Zucker pro acre festsetzte, kam es zum Aufstand. Der Anführer der Revolte William Sandfort bekam eine Strafe von 5000 Pfund Zucker
auferlegt und wurde in “Eisen gebunden” nach England transportiert. Einige andere wurden aus der Kolonie Willoughby-Land verbannt.

## Eroberung durch Crijnssen
Am 25. Februar 1667 tauchte Kommandeur Abraham Crijnssen mit einer Flotte von sieben Schiffen, an Bord der Fregatte Zeelandia vor Fort Willoughby bei Paramaribo auf. Er war im Dezember 1666 mit dem Auftrag von Zeeland aus aufgebrochen, den Engländern in Westindien so viel Schaden wie möglich zuzufügen – siehe hierzu auch Englisch-Niederländischer Krieg (1665–1667). Nach kurzem Beschuss ergaben sich die Engländer und am 6. März 1667 unterzeichnete William Byam en Bord der Zeelandia die Übergabeurkunde an die Provinz Zeeland. Hiemit endete die Gouverneurschaft von Byam und er ließ sich auf Antigua nieder.